# Landoorlog
De Landoorlog (Engels: Land War; Iers: Cogadh na Talún) was een periode van woelingen en onrust op het platteland van Ierland, met name in de periode 1870-1890. De Irish National Land League richtte zich op het verbeteren van de positie van pachters met als uiteindelijk doel de overdracht van het land van landheren, met name van de afwezige landheren, aan pachters. Hoewel er vele gewelddadige incidenten waren en er verschillende doden vielen, was het geen echte oorlog maar meer een lange periode van onrust.

## Achtergrond
Tijdens een openbare bijeenkomst in februari 1870 had de Land Conference een aantal resoluties aangenomen. Niet alleen werden de grillige en willekeurige uitzettingen veroordeeld, ook werden een aantal belangrijke eisen gesteld:
- Langlopende pachtcontracten voor de grondgebruiker
- Uitzetting alleen bij niet-betaling van de huur
- Recht van verkoop en/of compensatie van de investeringen, aangebrachte verbeteringen en overige belangen van de vertrekkende pachter
- De oprichting van speciale plaatselijke rechtbanken ter beoordeling en vaststelling van een redelijke huur[1]

Op dat moment hadden Ierse pachters buiten Ulster heel weinig wettelijke rechten. Pachtboeren hadden geen recht op een schriftelijk pachtcontract en na de pachtperiode (doorgaans 12 maanden) kon men zonder meer uit de boerderij gezet worden. Bij uitzetting had een pachtboer geen recht op compensatie voor de aangebrachte verbeteringen, iets waar men in Ulster en Groot-Brittannië wel recht op had. Het was ook niet mogelijk een pachtcontract te verkopen of over te dragen, wat opvolging in het bedrijf ernstig bemoeilijkte.

De zogenaamde Ulster Custom gaf deze rechten wel aan pachters maar was feitelijk een bovenwettelijke regeling met als doel meer actieve en rijkere pachters aan te trekken.

## Irish Land Act 1870
In februari 1870 presenteerde de premier William Ewart Gladstone een wetsvoorstel genaamd "Act to amend the Law relating to the Occupation and Ownership of Land in Ireland", met de formele titel Landlord & Tenant (Ireland) Act 1870. Deze wet werd relatief snel al in augustus van dat jaar aangenomen door het parlement. Effect van de wet was de hervorming van een aantal contractuele onderdelen die met name unfair uitpakten in die gevallen waar de pachtboerderij wel winstgevend was. Gladstone had namelijk ontdekt dat Ierse en Engelse pachters verschillende rechten hadden en met deze wet probeerde hij deze gelijk te trekken.
Ongelukkigerwijs werden de hervormingen van 1870 minder relevant door de verslechterende economische situatie in het daarop volgende decennium. De prijzen voor landbouwproducten en derhalve de winst op die producten waren goed geweest in de jaren vijftig en zestig van de negentiende eeuw. De Ierse pachters waren daardoor akkoord gegaan met hogere pachtprijzen. Deze goede periode werd gevolgd door een periode met lage wereldprijzen, slecht weer en slecht oogsten in heel Europa na 1874, een periode die ook wel de Grote Depressie wordt genoemd. Nieuwe bronnen werden aangeboord: tarwe werd geïmporteerd uit Oekraïne en de Verenigde Staten en gekoeld vlees werd geïmporteerd uit Argentinië en Australië. Dit hield de prijzen laag voor producenten in Europa. De moord, in Carrigart op 2 april 1878, op de impopulaire landheer William Clements, derde graaf van Leitrim, is volgens Malcomson en anderen de stoot geweest die de Landoorlog op gang bracht. De drie plegers van de moordaanslag gingen vrijuit wegens gebrek aan bewijs omdat niemand tegen hen wilde getuigen.
De Grote Depressie leidde tot veel geweld, oproer en massale gedwongen uitzettingen toen de Ierse pachters niet meer in staat of bereid waren om hun pacht te betalen. Dit was met name het geval in Connacht, waar de grond van mindere kwaliteit is, het weer natter is, de boeren armer waren en er minder Royal Irish Constabulary aanwezig waren. De eerste Monster Meeting (een zeer massale protestbijeenkomst) van pachtboeren werd dan ook gehouden in Claremorris in County Mayo, op 20 april 1879. Dit werd gevolgd door een lokale, maar ernstige, hongersnood van 1879 die met name Connacht trof.

## Land League, 1879

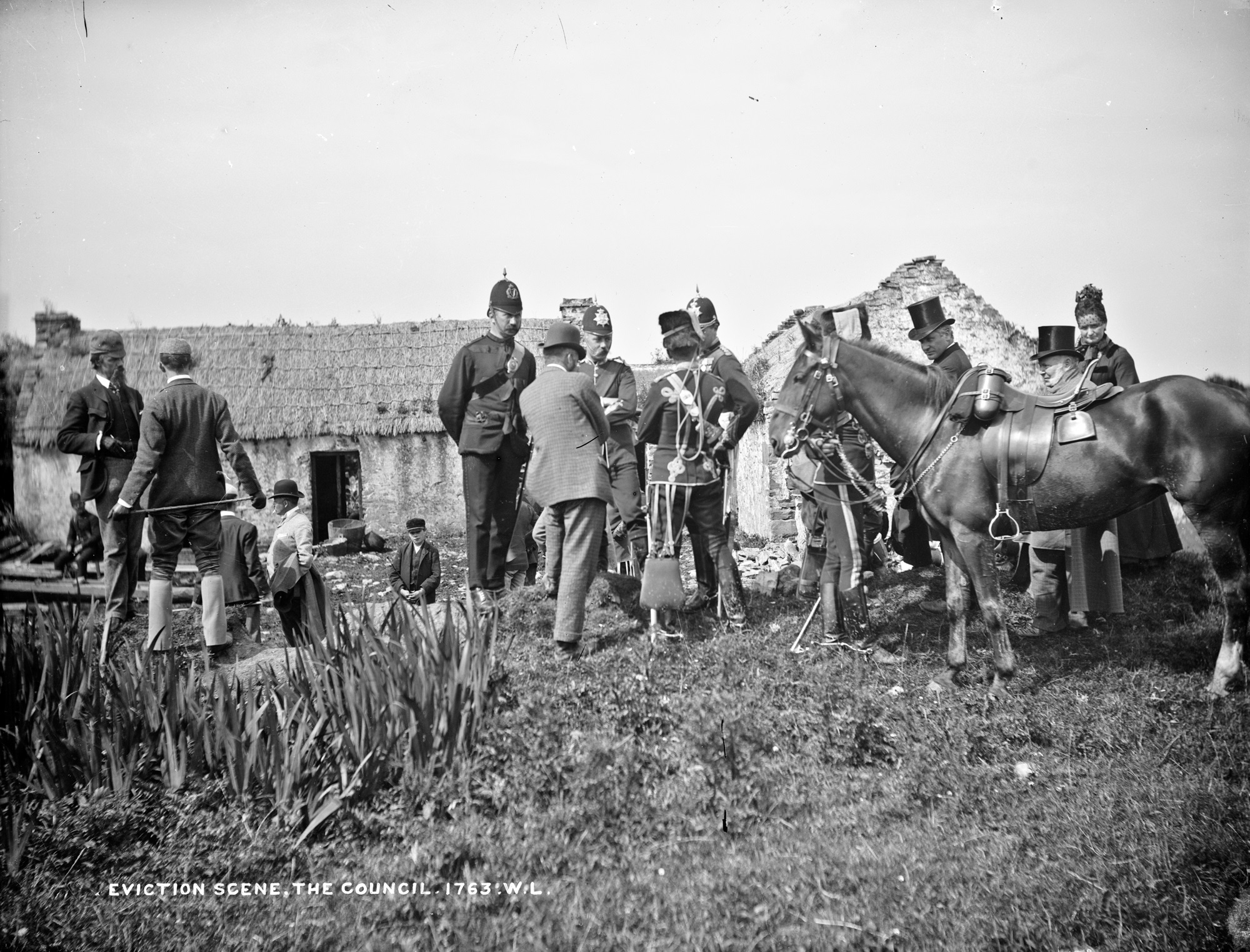
Uitzetting van een pachtboer op het Vandeleur landgoed in County Clare, ca. 1880/1890

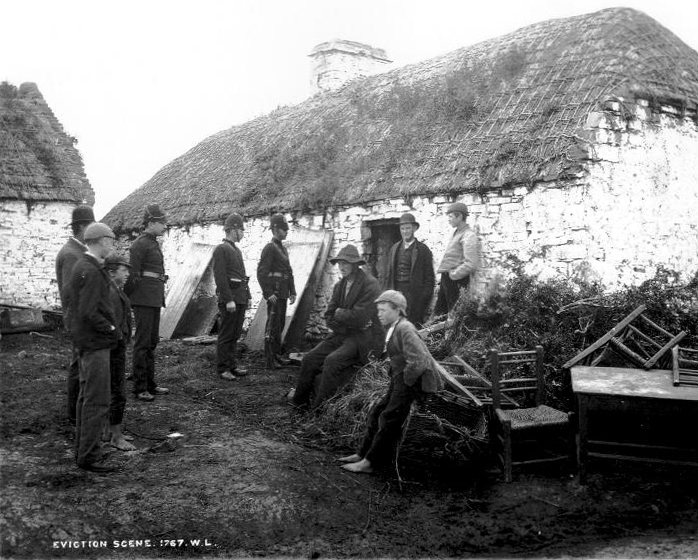
Ierse pachters uitgezet in Moyasta, County Clare gedurende de Land War, ca.1879.

In 1879 werd de Irish National Land League (doorgaans afgekort tot Land League) opgericht door Michael Davitt, een voormalig lid van de Irish Republican Brotherhood en een radicale politicus. In eerste instantie streefde de Land League naar hervormingen zoals de "drie F's": Fair Rent, Fixity of Tenure, Free Sale. Dit werd bereikt in de periode 1870-1881, toen de Britse regering toegaf en deze eisen wettelijk regelde. Met Charles Stewart Parnell, de leider van het gematigde Iers nationalisme en de Irish Parliamentary Party, als president, verenigde het ook agrarische activisten als William O'Brien, John Dillon, Timothy Healy en Willie Redmond. Als gevolg van het No Rent Manifesto (Ned.: Manifest tegen de Pacht), in de gevangenis geschreven door Parnell en O'Brien, verschenen in oktober 1881, betaalden veel pachtboeren hun pacht niet aan de landheer. Daarentegen betaalden zij het volle bedrag aan lokale Land League-medewerkers of de plaatselijke pastoor, waarna deze met de landheer in onderhandeling ging over verlaging van of korting op de uitstaande pacht. Hoewel de Land Commission, ingesteld na invoering van de Land Law (Ireland) Act 1881, op juridische wijze de pacht had vastgesteld, zochten de pachters vanwege de landbouwcrisis verdere kortingen op de pacht.
De traditionele opvatting is dat de Landoorlog geleid heeft tot de verdrijving van de Protestant Ascendancy (protestantse dominantie), een dominante klasse van protestantse grootgrondbezitters, geestelijken en beoefenaars van vrije beroepen (een minderheid in Ierland), en de afwezige landheren. Deze Ascendency ging als groep achteruit sinds de grote hongersnood in de jaren 1840-1849. Velen kwamen in de problemen doordat eerder overeengekomen pachten niet betaald konden worden als gevolg van de prijsval voor agrarische producten na 1874. Sommige landheren gingen de problemen van hun pachters te lijf door het genereus verlagen van de pachten terwijl andere landheren stug vasthielden aan de gesloten overeenkomsten en hun eigendomsrechten en pachten afdwongen. Een flink aantal landheren had inmiddels een fors bedrag aan onbetaalde pacht uitstaan terwijl zij zelf een hypotheek op hun landgoed moesten zien te betalen.

Sinds de hongersnood waren er veel nieuwe landheren bijgekomen. Veel van hen waren katholiek maar werden gewantrouwd vanwege hun rijkdom. Een onderzoek in 1872 onder de 4000 grootste landheren toonde aan dat 29% daarvan buiten Ierland woonde. Op dat moment was 43% van de grondbezitters katholiek, maar de rijksten waren voornamelijk Anglicaans.
Pachtstakingen leidden vaak tot gedwongen uitzettingen. Leden van de Land League verzetten zich massaal tegen de uitzettingen gedurende de landoorlog, met als gevolg dat gerechtelijke uitzettingsbevelen afgedwongen moesten worden met behulp van de semi-militaire Royal Irish Constabulary (RIC). Als represaille voor de uitzettingen zijn een aantal landheren, rentmeesters en politiemannen vermoord. Ook werden er aanvallen uitgevoerd op ondersteunende getuigen, hun bezittingen en dieren. Als antwoord op dit geweld werd het Britse leger regelmatig ingezet om de RIC te ondersteunen, recht en orde te herstellen en de uitzetting af te dwingen door een beroep te doen op speciaal aangenomen dwangwetten. Voor de protesterende pachters werkten deze wetten als een staat van beleg terwijl hun opponenten het zagen als de enige manier om hun rechten te beschermen.

## Boycot als strijdmethode
De meest effectieve strijdmethode van de Land League was de boycot, dat zijn naam ontleend heeft aan de actie tegen de impopulaire rentmeester Charles Boycott die door de bevolking in het zuiden van County Mayo totaal geïsoleerd en buitengesloten werd. Het middel van de boycot werd ook ingezet tegen mensen die hun pacht wilden betalen tijdens een pachtstaking, tegen de politie maar ook tegen winkels en bedrijven die zaken bleven doen met mensen die geboycot werden. De boycots waren doorgaans zeer effectief, want ze waren volledig legaal, geweldloos en een duidelijke vorm van vergelding. Niemand werd gedwongen deel te nemen aan een boycot en deelname was een vrijwillig, persoonlijk besluit. Als gevolg hiervan was er geen juridische oplossing mogelijk aangezien de bevolking gewoon het recht had niet te handelen of te verkopen, niet te socialiseren en/of geen vriendschappen te onderhouden met degenen die geboycot werden. Maar personen die een boycot doorbraken en hun families, konden verwachten dat ze zelf ook aangepakt zouden worden. De gehanteerde maatregelen konden afhankelijk van de ernst variëren van gemeden worden, geïsoleerd worden of zelf geboycot worden. Op die manier werd de boycot een uiterst effectief middel om misstanden aan te pakken waarbij mensen die van mening waren dat zij verkeerd behandeld werden terug konden slaan op een vrijwillige, geweldloze en legale wijze.
Een minderheid gebruikte geweld en bedreigingen tegen boycot-brekers om medewerking af te dwingen. Een voorbeeld hiervan was de moord op Peter Dempsey in 1881. Dempsey was een pachtboer nabij Loughrea die een boerderij had overgenomen van een uitgezette pachter. Hij werd doodgeschoten toen hij met zijn twee dochters op weg was naar de mis.
De boycot was met name effectief op het platteland van Ierland. De sociale isolatie als gevolg van uitstoting maakte het erg moeilijk om voedsel en andere benodigdheden te kopen; voldoen aan de eisen voor opheffing van de boycot of het verlaten van de gemeenschap waren de grimmige opties.

## Parallel geweld
Gelijktijdig met de landoorlog waren ook kleine, militante nationalistische groepen, zoals de Irish National Invincibles, actief, welke met hun daden de spanningen nog verergerden. De Irish National Invincibles was bijvoorbeeld verantwoordelijk voor de moorden in het Phoenix Park, de moord op twee hoge ambtenaren, in 1882. In hetzelfde jaar werden de moorden op gerechtsdeurwaarders nabij Lough Mask en op loyalisten in Maumtrasna en Castleisland breed uitgemeten in de pers. Nationalisten en leden van de Land League beweerden dat de processen in deze zaken oneerlijk was omdat de jury welbewust samengesteld was uit mensen met een pro-overheid standpunt en dat de verkeerde mensen veroordeeld en geëxecuteerd werden. Hun tegenstanders beweerden dat de families van de slachtoffers recht hadden op een schadeloosstelling.
Er werd ook wel geweld gebruikt onder de valse vlag van de Land League. Voorbeeld hiervan is de moord op John O'Connell Curtin in County Kerry in november 1885 die de internationale pers haalde. O'Connell Curtin was een katholieke pachters die zich verzette tegen een bende "moonlighters" die zijn wapens wilden stelen. Na zijn begrafenis werd de familie geboycot wegens het doorgeven van de namen van de bendeleden aan de politie. Uiteindelijk werden zij gedwongen huis en boerderij op te geven en te vertrekken. De bitterheid en het wantrouwen veroorzaakt door de landoorlog alsmede het lijden aan beide zijden van het conflict, waren emotionele elementen die mee bleven spelen in de Ierse autonomie beweging (Engels: Irish Home Rule movement) en de uiteindelijke splitsing van Ierland'

## Land League verboden
Na de algemene verkiezingen in april 1880 met de Landoorlog nog in volle gang, meende Parnell dat het steunen van de landagitatie een middels was om zelfbestuur te bereiken. Premier Gladstone probeerde de landkwestie op te lossen met Balfour's Tweede landwet met een voorstel tot gedeeld eigendom. De wet faalde er echter in om uitzettingen van pachters te voorkomen. Parnell en zijn partij-luitenants William O'Brien, John Dillon, Michael Davitt en Willie Redmond startten daarop een verbaal tegenoffensief. Gevolg was dat in oktober 1881 de Protection of Person and Property Act 1881, een van de ruim 100 Ierse dwangwetten, van stal werd gehaald en Parnall, zijn luitenants en vele andere prominente leden van de Land League gevangengezet werden in Kilmainham Gaol. Samengebracht in de gevangenis had men de tijd te beslissen welke richting te kiezen. Het beroemde No Rent Manifesto (Ned.: "Geen Huur Manifest") was in de gevangenis geschreven en riep de pachtboeren op tot een huurstaking. Uiteindelijk besloot de regering op 20 oktober de Land League te verbieden.
Een echte "Geen Huur"-campagne was vrijwel onmogelijk te organiseren en veel pachters waren dan ook meer geïnteresseerd in het op de proef stellen van de Landwet. Het leek er ook op dat de dwangwetten, bedoeld om de agrarische onrust en het daarmee gepaarde geweld de kop in te drukken, juist een stimulerende factor waren in het geheel. Hoewel de Land League geweld ontmoedigde, nam het aantal gewelddadige incidenten juist toe. In de tien maanden voor de invoering van de Landwet (maart - december 1880) werden 2379 "uitspattingen" geregistreerd. In de periode maart - december 1881, met de Landwet in vol bedrijf, werden 3821 incidenten geregistreerd. De periode tot maart 1882, met Parnell en veel andere leiders in de gevangenis, leverde een verdere toename op.
In april 1882, na ingezien te hebben dat strijdlust geen zelfbestuur op zou leveren, nam Parnell het initiatief om met de Britse regering tot een vergelijk te komen. De overeenkomst, bekend als het Kilmainham Verdrag, betrof de intrekking van het "Geen Huur"-manifest en het ondernemen van stappen tegen agrarisch incidenten. Als gevolg van deze overeenkomst werden de geïnterneerde leiders van de Irish National Land League vrijgelaten. De meesten waren reeds vrijgelaten voor of op 2 mei doch Davitt werd pas op 6 mei vrijgelaten, dezelfde dag als de moorden in het Phoenix Park die veel van de gekweekte goodwill weer deed verdwijnen. Aangezien de Irish National Land League verboden bleef, richtten Parnell en Davitt met veel ceremonie op 17 oktober een nieuwe organisatie op met de naam Irish National League.

## Campagneplan 1886
Economische moeilijkheden als gevolg van droogte in 1884 en 1887 alsmede een industriële neergang in Engeland die krimpende markten veroorzaakte, zorgde voor veel problemen. Mede daardoor werd het Campagneplan, met name gebruikt in de periode 1886-1991, sterk gericht op agitatie en huurstakingen. Georganiseerd door leden van de Irish Parliamentary Party (IPP), zoals Tim Healy, kopieerde het een groot deel van de werkwijze van Davitt terwijl en zich gelijktijdig distantieerde van de meer radicale standpunten. Lord Clanricarde werd, als gevolg van zijn vele uitzettingen, het voornaamste doelwit. Gezien de uitbreiding van het Kiesrecht in 1884, was het voor de IPP noodzakelijk geloofwaardigheid te verwerven onder de nieuwe kiezers. Men koos daarbij als doelgroep de kiezers op het platteland met een laag tot middelhoog inkomen, aangezien dit de meest waarschijnlijke groep was waar men stemmen kon winnen. De meeste leden van de IPP waren katholiek en deden daarom een beroep op de paus voor morele steun. De regering deed ook een beroep op het morele gezag van de paus. Daarop vaardigde het Vaticaan in 1880 een pauselijk rescript uit kort daarna gevolgd door de encycliek "Saepe Nos", die beiden de activiteiten, met name de boycot, van de Land League veroordeelden. In 1887 werd de "Perpetual Crimes Act" aangenomen door het parlement met als doel "overtredingen" begaan tijdens de Campagne aan te pakken. Volgens de nationalistische pers was het niet meer dan de zoveelste dwangwet.
Na de hervormingswetten van 1881 en 1885 beschreven vele conservatieve commentatoren het Campagneplan als een opportunistische en cynische methode om wraak te nemen na de splitsing van de Liberale Partij en het afwijzing van de Irish Home Rule Bill 1886 (Eerste Ierse zelfbestuurwet) in juni 1886. Het werd ook omschreven als wreed, aangezien nieuwe huurstakingen onvermijdelijk zouden leiden tot méér uitzettingen boycots met het daarmee gepaard gaande geweld en intimidatie. Andere verslaggevers zagen het als een kwestie van rechtvaardigheid en gerechtvaardigde zorg van echte liberalen.
De Campagne leidde verschillende incidenten, waaronder de "Massamoord van Mitchelstown" in 1887, waarbij drie mannen werden doodgeschoten door de Royal Irish Constabulary (RIC). Ook werden verschillende parlementsleden van de IPP, waaronder William O'Brien, in de gevangenis gezet vanwege hun betrokkenheid bij de Campagne. De meer militante acties van de Campagne werden stopgezet toen de Second Irish Home Rule Bill aan het parlement werd gepresenteerd in 1893. In die tijd was de IPP echter vanwege de crisis rond Parnell's scheiding al uiteengevallen en gesplitst in de Irish National Federation en de Irish National League.

## DeRanchOorlog 1906-09
Laurence Ginnel leidde een aantal veedrijverijen in Connacht en County Westmeath maar zonder het geweld als in de voorafgaande conflicten. Het vee werd weg gedreven in een poging grote commerciële fokkerijen te breken. Ginnel was namelijk van mening dat de hervormingswet van 1903 met name in het voordeel was van de rijkere pachters in de rijkere oostelijke gebieden van Ierland maar niet van de armere pachters die de meeste hulp nodig hadden. De Ranch War leidde na 1909 tot de totstandkoming van wetgeving voor onteigeningen.
Ginnel was er bij zijn activiteiten van uitgegaan dat grote veefokkerijen minder productief zijn en minder mensen in dienst hebben dan meerdere kleine bedrijven in de akkerbouw of tuinbouw op eenzelfde hoeveelheid grond. Maar vanwege het natte Ierse weertype is akker- en tuinbouw altijd al riskanter geweest, met name in het Westen van Ierland waar de meeste regen valt. Met weinig werkkapitaal en machinerie, was het voor veel nieuwe boerenbedrijven financieel gezien veiliger om terug te keren naar begrazing.

## De landkwestie opgelost
De landkwestie in Ierland werd uiteindelijk opgelost door een serie Landwetten. De eerste was de Landwet van 1870 die hervormingen in de pacht bracht. De tweede Landwet (1881) bracht de instelling van de "Landcommissie" en voorzag in rechterlijke toetsing om eerlijke pachtprijzen te verkrijgen. De daaropvolgende Ashbourne Act (1885) maakte op beperkte schaal de aankoop in vol eigendom van landbouwgrond door pachters mogelijk. De aankoopmogelijkheden werden sterk uitgebreid na de Landconferentie in 1902, resulterend in de Wyndham Land (Purchase) Act 1903 (Wyndham Act). Als gevolg van de Range Oorlog bracht Augustine Birrell in 1909 de Land Purchase (Ireland) Act 1909 tot stand die onteigening mogelijk maakte, zowel van verhuurd land als van ongebruikte gronden.
De serie landwetten gaf de pachters eerst uitgebreide eigendomsrechten op hun pachtboerderijen. Later maakte de wetten mogelijk om de pachtboerderijen in vol eigendom te verwerven met behulp van leningen verstrekt door de Britse regering en via bemiddeling van de Landcommissie. In feite gaf de Wyndham Act de Ierse pachters een recht tot koop met staatssteun, welke tot op heden nog niet bestaat in het Verenigd Koninkrijk.